# Liste der Monuments historiques in Mennecy
Die Liste der Monuments historiques in Mennecy führt die Monuments historiques in der französischen Gemeinde Mennecy auf.

## Liste der Bauwerke
| Bezeichnung      | Beschreibung | Standort | Kennzeichnung | Schutzstatus | Datum | Bild |
| ---------------- | ------------ | -------- | ------------- | ------------ | ----- | ---- |
| Kirche St-Pierre |              | (Lage)   | PA00087951    | Inscrit      | 1926  |      |
| Porte de Paris   |              | (Lage)   | PA00087952    | Inscrit      | 1948  |      |

## Liste der Objekte
- Monuments historiques (Objekte) in Mennecy der Base Palissy des französischen Kultusministeriums